# Greensburg Township (Missouri)
Greensburg Township est un ancien township, situé dans le comté de Knox, dans le Missouri, aux États-Unis,.
Le township est fondé en 1859 et baptisé en référence à la communauté de Greensburg (en).

### Source de la traduction
- (en) Cet article est partiellement ou en totalité issu de l’article de Wikipédia en anglais intitulé « Greensburg Township, Knox County, Missouri » (voir la liste des auteurs).